# CityVille
Cityville va ser un videojoc de simulació en línia desenvolupat per l'empresa estatunidenca Zynga, que va aparèixer el 2 de desembre de 2010. Molt similar a SimCity i FarmVille, l'objectiu n'era el desenvolupament d'una ciutat, mitjançant el conreu de productes, la construcció d'edificis i altres elements que donen un rendiment. El joc era gratuït, però mitjançant pagagament es podia comprar determinants elements i accelerar l'acompliment de missions. S'hi podia accedir des de Facebook, des del lloc web de Zynga i des de Google+.

## Elements del joc
A CityVille, calia energia per realitzar gairebé qualsevol cosa, com ara construir edificis, recollir conreus o cobrar les rendes. Cada jugador reboa, de forma automàtica, una unitat d'energia cada cinc minuts fins a un màxim de trenta. Per aprofitar al màxim l'energia subministrada d'aquesta manera, doncs, hauria calgut entrar al joc cada dues hores i mitja.
Era possible augmentar aquest màxim de 30 fins a 42 en construir la presa (+7) i el parc eòlic (+5). Per mantenir aquests nivells, però, calia abastir les dues construccions diàriament amb mercaderies, en cas contrari el límit tornava a situar-se gradualment a trenta.
Quan s'esgotava l'energia, un quadre de diàleg n'informava i donava l'opció de demanar-ne als veïns (altres jugadors que tenien les seves pròpies ciutats), com a regal, o bé de comprar-ne amb diners reals.
Altres maneres d'obtenir energia eren:
- Els veïns podien enviar-ne com a regal de forma limitada, habitualment en «bateries» d'una o tres unitats d'energia.
- En augmentar de nivell, l'energia es reomplia fins al màxim. Era una bona estratègia, doncs, exhaurir tota l'energia just abans d'augmentar de nivell.
- En visitar les ciutats dels veïns, per cada ciutat s'aconseguien tres unitats d'energia en la primera visita i una a la resta (màxim un cop al dia). En aquest cas era possible sobrepassar el màxim d'energia fixat (la xifra que indica el nivell d'energia canviava a verd).
- S'obtenia una unitat d'energia per cada franquícia d'un veí de la qual es recull la renda.
- Els edificis comunitaris, els monuments, els hàbitats del zoo i els conreus, amb més o menys probabilitat, podien també proporcionar energia en recollir-ne la renda.
- Si s'hi jugava cada dia, el joc donava un bo d'energia en cicles de cinc dies (una unitat d'energia el primer dia, dues el segon, etc. fins a un màxim de cinc; si el jugador estava un dia o més sense jugar, el bo tornava a començar des d'ú.

## Tancament
Malgrat la seva llarga popularitat al llarg de gairebé cinc anys, l'empresa Zynga va anunciar al març de 2015 que ja no donaria suport ni manteniment a aquest joc i els seus servidors i el va tancar el 30 d'abril de 2015.